# 라푼젤의 날개
《라푼젤의 날개》(ラプンツェルの翼 라푼체루노 츠바사[*])는 도바시 신지로가 쓴 일본의 라이트 노벨. 삽화는 우에다 료가 맡았으며 전격 문고(아스키 미디어 웍스)를 통해 2009년 2월부터 간행되고 있으며, 대한민국에서는 L 노벨(디앤씨미디어)을 통해 간행되고 있다.

## 스토리
《만약 이 트렁크를 주은 분이 계시다면 절대로 열지 마십시오. 인간에게 위험한 무기가 들어있습니다.》
혼란스런 사고현장에서 아이자와 료이치에게 건네진 찌그러진 트렁크. 그 안에 들어있던 것은, 다리를 감싸서 둥글게 몸을 만 정교한 인형과도 같은……
실오라기 하나 걸치지 않은 소녀였다. 과연 그녀가 위험한 무기인가, 아니면 무슨 도구인가, 아니면ㅡ.
료이치의 손에 들어온 일곱개의 말과 지도, 그리고 토끼인형.
의문의 소녀와 함께 목적이 보이지 않는 생존을 위한 『금단』의 게임이 시작된다!

## 단행본 목록

### 일본
- ラプンツェルの翼 (2009년 2월 10일 초판발행, ISBN 978-4-0486-7527-7)
- ラプンツェルの翼2 (2009년 5월 10일 초판발행, ISBN 978-4-0486-7817-9)
- ラプンツェルの翼3 (2009년 9월 10일 초판발행, ISBN 978-4-0486-8018-9)
- ラプンツェルの翼4 (2010년 2월 10일 초판발행, ISBN 978-4-0486-8330-2)

### 대한민국
- 라푼젤의 날개 1 (2010년 12월 10일 초판발행, ISBN 978-89-2679-110-3)
- 라푼젤의 날개 2 (2011년 1월 10일 초판발행, ISBN 978-89-2679-118-9)
- 라푼젤의 날개 3 (2011년 3월 10일 초판발행, ISBN 978-89-2679-137-0)
- 라푼젤의 날개 4 (2011년 5월 10일 초판발행, ISBN 978-89-2679-152-1 {{isbn}}의 변수 오류: 유효하지 않은 ISBN.)